# Associació de Veïns i Amics de Calella de Palafrugell
L'Associació de Veïns i Amics de Calella de Palafrugell és una entitat catalana fundada el 1961 amb el nom inicial d'Associació d'Amics de Calella. Organitza la Festa Major de la població i contribueix amb l'impuls de nombroses iniciatives, a la dinamització de la vida cultural i social, en estreta col·laboració amb l'Ajuntament de Palafrugell. El Govern de Catalunya li concedí la Creu de Sant Jordi el 2013.